# Dieter Antritter
Dieter Antritter (* 6. Oktober 1929 in Pforzheim; † 5. August 2015 in Königsbach-Stein) war ein deutscher Jazzmusiker (Sopran- und Altsaxophon, Bandleader).
Antritter gründete 1952 die Latin Jazz Band, aus der dann die bis mindestens 2009 bestehende Quartier Latin Jazz Band hervorging. Mit dieser Band begleitete er zahlreiche Gastsolisten wie Michel Attenoux, Peanuts Holland, Mezz Mezzrow, Benny Waters oder Nelson „Cadillac“ Williams. Ein erstes Album mit Waters erreichte eine Auflage von 100.000 Stück, spätere Platten verkauften sich ebenfalls 40.000 mal.

## Diskographische Hinweise
- Quartier Latin Jazz Band: My Jazz Life (1952–2009)
- Various Artists Great Traditionalists and Quartier Latin Jazz Band
- Quartier Latin Jazz Band: The Last Round Up (2006)

## Lexikalische Einträge
- Jürgen Wölfer: Jazz in Deutschland. Das Lexikon. Alle Musiker und Plattenfirmen von 1920 bis heute. Hannibal, Höfen 2008, ISBN 978-3-85445-274-4.